# Elulaios
Elulaios o també Luli va ser rei de la ciutat fenícia de Tir, possiblement de l'any 729 aC al 694 aC. Durant el seu regnat, Tir va perdre el que li quedava de poder davant d'Assíria.
Durant el seu regnat va tenir diversos enfrontaments amb els reis assiris. Tir era una ciutat tributària, però Elulaios es va revoltar més d'una vegada contra l'imperi. Des de l'any 724 aC fins al 720 aC, la ciutat de Tir va ser assetjada, i el rei Salmanassar V va bloquejar el port. Durant el regnat de Sargon II els assiris havien ocupat Xipre, però després de la mort d'aquest rei, l'any 705 aC Elulaios va recuperar les possessions que Tir tenia a l'illa. L'any 701 aC, després d'una altra revolta, Sennàquerib va obligar Elulaios a refugiar-se a Xipre. Tir va perdre el control que tenia sobre Sidó i Acre, i va conservar només la ciutat i les colònies. Segurament Sennàquerib no va conquerir la ciutat, i Elulaios es va mantenir com a rei de Tir fins a la seva mort. Quan Elulaios va morir, Tir va ser governat per un seguit de reis-governadors pro-assiris.